# Onthophagus curvilamina
Onthophagus curvilamina là một loài bọ cánh cứng trong họ Bọ hung (Scarabaeidae).